# سی-رود (کالیفرنیا)
سی-رود (به انگلیسی: C-Road) یک منطقهٔ مسکونی در ایالات متحده آمریکا است که در شهرستان پلوماس، کالیفرنیا واقع شده‌است. سی-رود ۶٫۸۹۹ کیلومتر مربع مساحت و ۱۵۰ نفر جمعیت دارد و ۱٬۴۶۱ متر بالاتر از سطح دریا واقع شده‌است.